# NGC 1000
NGC 1000 — эллиптическая галактика в созвездии Андромеды, открытая 9 декабря 1871 года Эдуардом Жаном-Мари Стефаном.